# Concurso das cidades e aldeias floridas

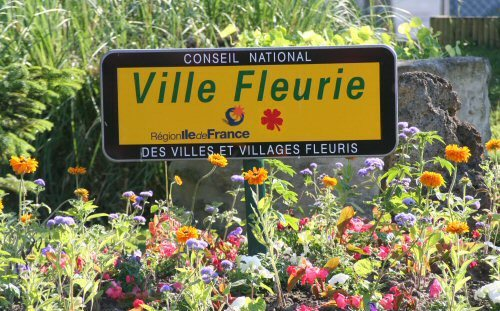
Placa na localidade laureada

O Concurso das cidades e aldeias floridas (Concours des villes et villages fleuris) é um concurso criado em 1959 na França por uma associação privada para promover o desenvolvimento de espaços verdes nas cidades. Nacional e gratuita, está aberta a todas as comuna francesas e contava 2 375 participantes em 2003 e é presidido pelo Ministro do Turismo.
Os prémios vão de uma a quatro flores e 67 receberam um Grande Prémio.

## Critério
Actualmente os critérios que entram em linha de conta no barómetro dos regulamentos são:
- 50% para : o quadro vegetal da comuna - árvores, arbustos, flores.
- 30% para : esforços da comuna para melhorar o quadro de vida - localidade limpa, controlo dos painéis publicitários, respeito do meio-ambiente, etc.
- 20% para : animações e valorização turística.

## Concurso europeu
Existe igualmente um concurso europeu baptizado  Entente florale Europa, ao qual participam actualmente 11 países. 